# Estación Juan Gerónimo Pujol
Juan Gerónimo Pujol es una estación ferroviaria ubicada en la localidad del mismo nombre, en el Partido de Pergamino, Provincia de Buenos Aires, República Argentina.

## Servicios
No presta servicios de pasajeros, sólo de cargas. Sus vías corresponden al Ramal CC del Ferrocarril General Belgrano. Sus vías e instalaciones están a cargo de la empresa estatal Trenes Argentinos Cargas.

### Galería

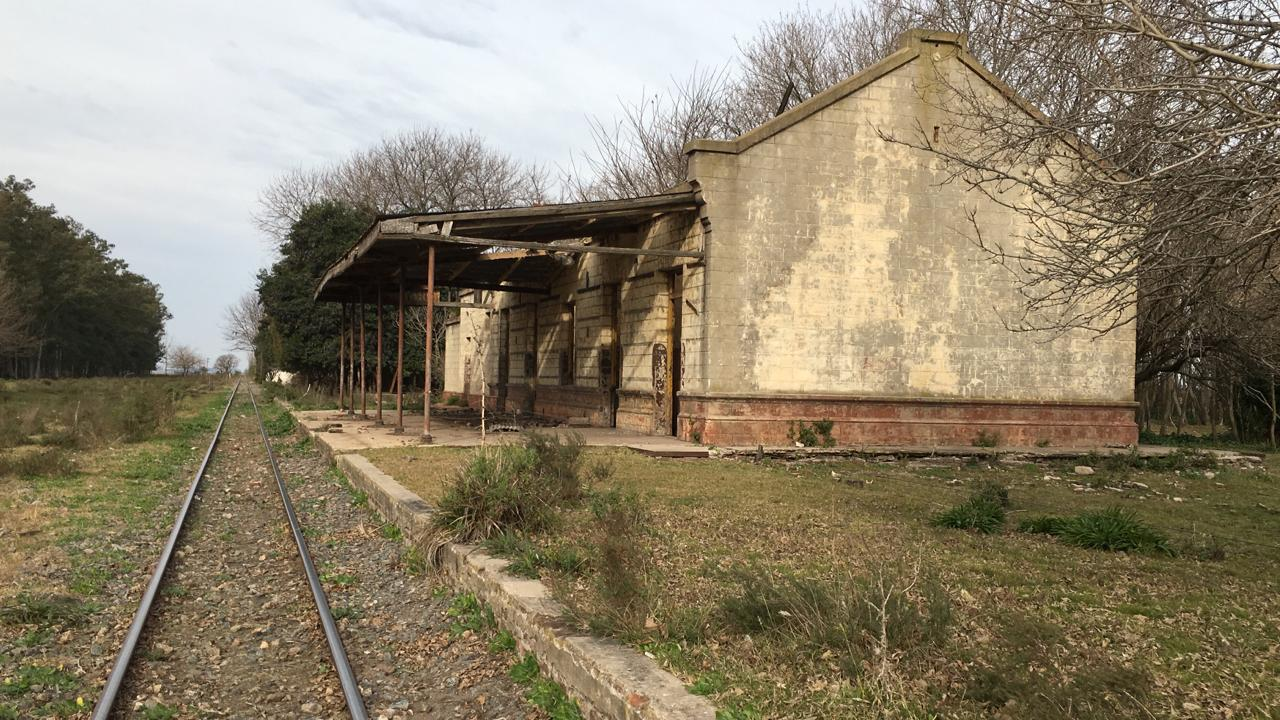
Estación de trenes en Juan Gerónimo Pujol
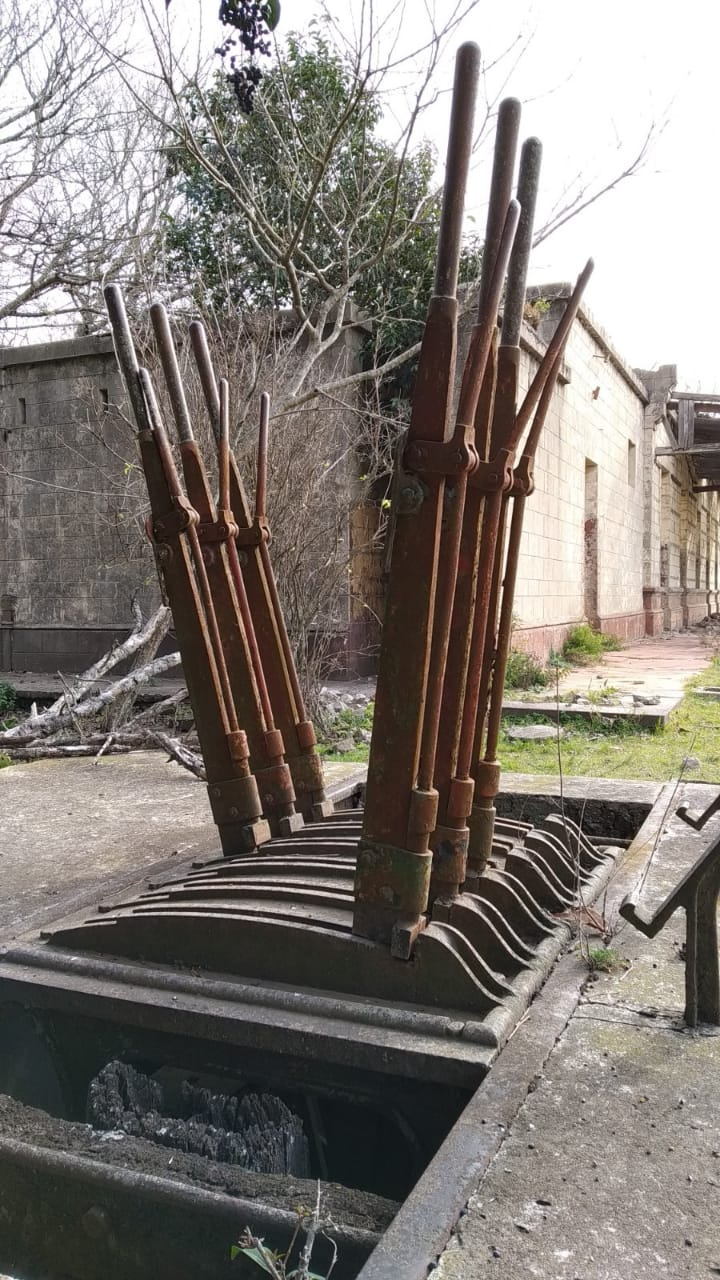
Cambio de vías
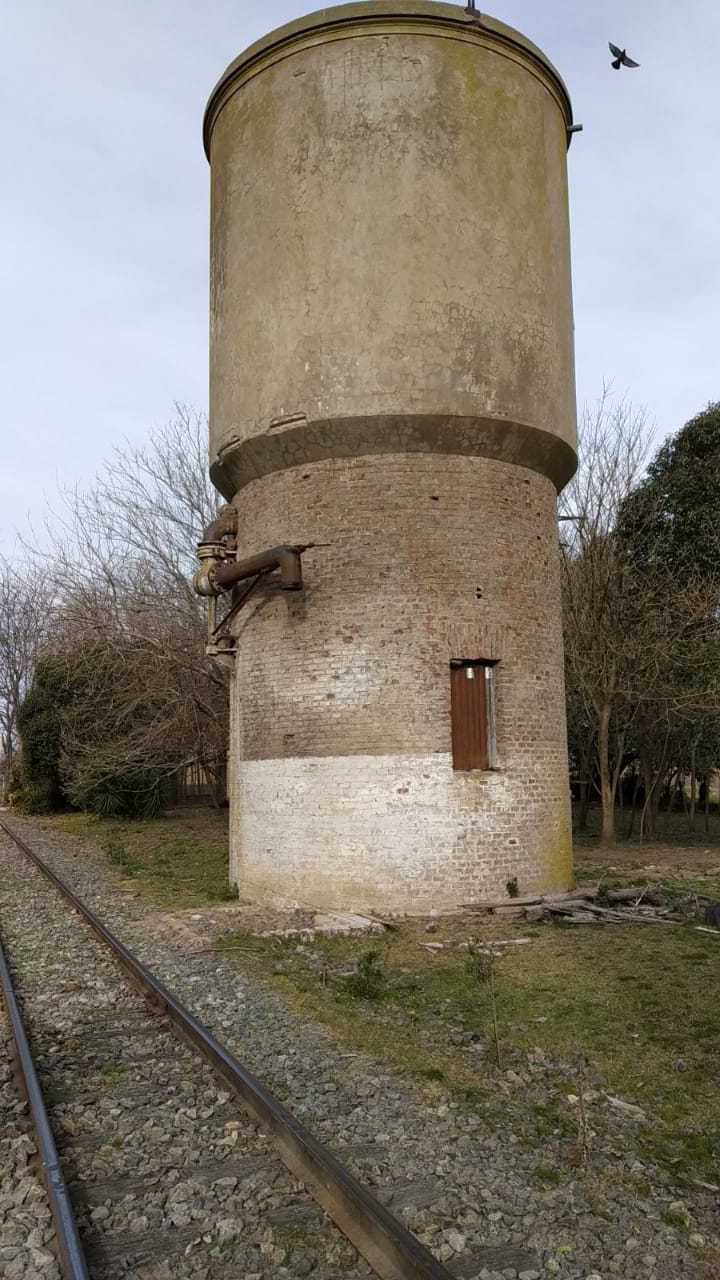
Tanque de agua